# Eurídice de Egipto
Eurídice (en griego: Eυρυδίκη Eyrydíke) fue reina de Egipto. Vivió entre los siglos IV y III a. C.
Fue la segunda esposa de Ptolomeo I Sóter, y madre de Ptolomeo Cerauno y Meleagro, posteriores reyes de Macedonia.
Era hija de Antípatro, el diádoco y regente de Macedonia. Tras el matrimonio de Ptolomeo I con Berenice I, sus hijos fueron apartados de la sucesión al trono, y ella marchó a Mileto. Además de Ptolomeo Cerauno y Meleagro, tuvo con Ptolomeo I otro hijo, de nombre desconocido, y dos hijas: Lisandra, casada con Alejandro V de Macedonia y luego con Agatocles hijo de Lisímaco; y Ptolemaida, casada con Demetrio Poliorcetes.